# John Taylor, Baron Kilclooney
John Taylor, Baron Kilclooney (n. 24 decembrie 1937, Armagh, Irlanda de Nord, Regatul Unit) este un om politic britanic, membru al Parlamentului European în perioada 1979-1984 din partea Regatului Unit.